# Maximilian Marcoll

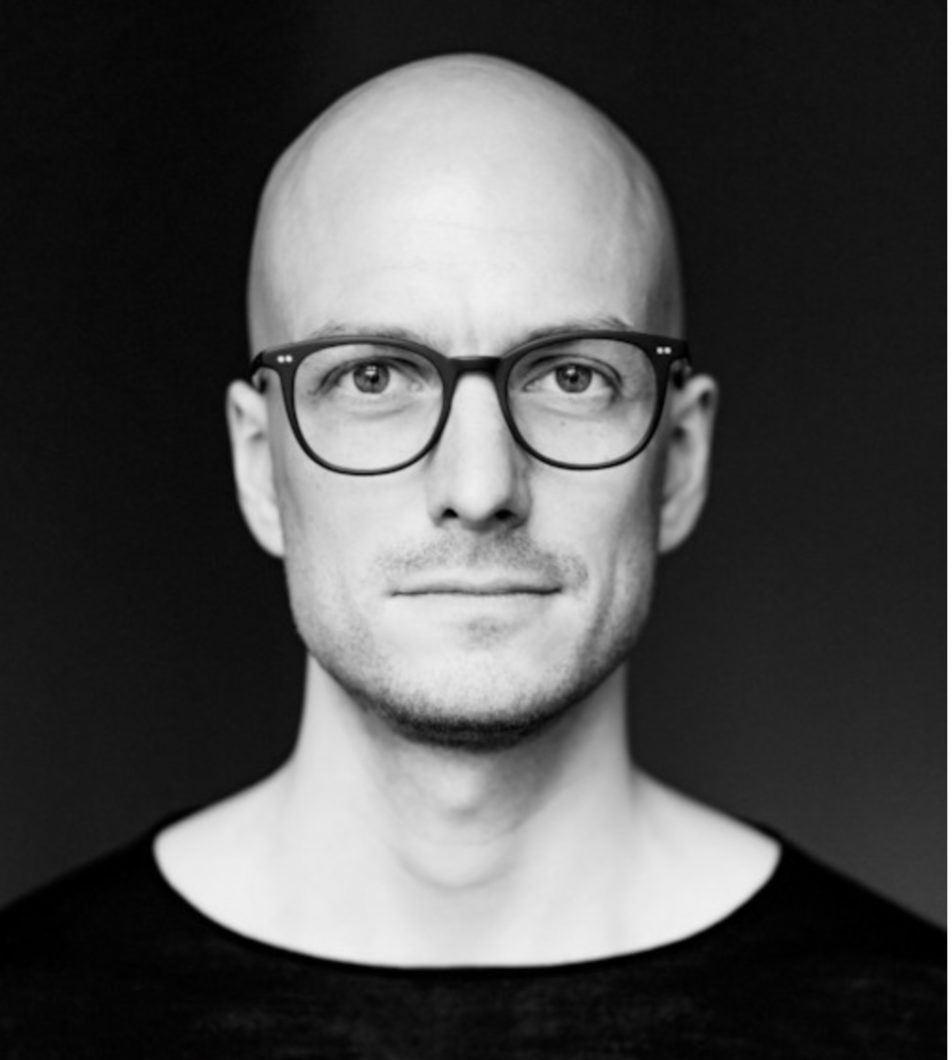
Maximilian Marcoll, 2020

Maximilian Marcoll (* 1981 in Lübeck) ist ein deutscher Komponist und Performer. Er studierte Schlagzeug, instrumentale und elektronische Komposition in Lübeck und Essen. In seiner Arbeit konzentriert er sich auf das politische Potential von Musik und Klang. Ab April 2021 arbeitet er als Professor für Elektroakustische Komposition und Klangkunst an der Hochschule für Musik und der Bauhaus-Universität Weimar. Er lebt in Weimar und Berlin.

## Biographie
Marcoll studierte von 1992 bis 1997 zunächst Schlagzeug an der Musikhochschule Lübeck, ab 1997 Komposition bei Friedhelm Döhl und Dirk Reith in Lübeck und 2001–2006 an der Folkwang-Hochschule Essen bei Thomas Neuhaus, Dietrich Hahne, Günther Steinke und Orm Finnendahl. 2002 gründete er gemeinsam mit Hannes Seidl das Elektronik-Duo dis.playce. Seit 2006 ist er Mitglied der Künstlergruppe stock11. Von 2007 bis 2014 unterrichtete er am Institut für Musik und Medien der Robert-Schumann-Hochschule Düsseldorf, ebenfalls seit 2007 am Institut für Studienvorbereitung der Musikschule Kreuzberg, von 2017 bis einschließlich 2020 hatte er einen Lehrauftrag an der Hochschule für Künste Bremen inne. Im Jahr 2021 wurde Marcoll für die Professur für elektroakustische Komposition und Klangkunst an der HfM und Bauhaus-Universität in Weimar berufen und leitet seitdem das Studio für Elektroakustische Musik (SeaM).
Er schreibt Werke für Soloinstrumente, für Ensembles in verschiedenen Größen und Besetzungen, darunter auch Vokalensembles, sowie elektronische Musik. Unter seinen Arbeiten finden sich außerdem Klanginstallationen, Videos und Medienkunst. Für Aufführungen seiner Werke arbeitete er mit zahlreichen Solisten, Ensembles und Dirigenten zusammen, wie z. B. Eva Zöllner, Heather Roche, Sebastian Berweck, Mark Lorenz Kysela, LUX:NM, Suono Mobile, Ensemble Hand werk, Neue Vocalsolisten, AAA---AAA, Ensemble Mosaik, Ensemble United Berlin, Ensemble Nadar, Oh-Ton, Vladimir Jurowski, Enno Poppe, José Luis Castillo uvm.
2005 erhielt er den Folkwang Förderpreis und wurde 2006 mit dem Franz-Liszt-Förderpreis der Musikhochschule Weimar ausgezeichnet. 2018 erhielt er für seine Amproprifications 6.1 & 6.2 eine Honorary Mention beim MA/IN Festival in Matera, Italien. Residenzen führten ihn ans CMMAS in Morelia, das ICST in Zürich, das Künstlerhaus Lukas in Ahrenshoop sowie das Institut für Elektronische Musik und Akustik (iem) in Graz.

## Künstlerische Arbeit
Gegenstand der Werke Marcolls sind immer wieder politische und gesellschaftliche Aspekte. Das Aufspüren sozialer Schieflagen z. B. thematisierte er in der Installation „Umverteilung“ in Ditzingen 2010. In seiner Werkreihe „Compounds“ (2008–2014) verband er gesammeltes Klangmaterial aus seiner unmittelbaren Umgebung zu einem „Materialnetzwerk“, das zur Ortsbestimmung diente und Grundlage für 8 Solo- und Ensemblekompositionen wurde. Weitere Arbeiten mit stark politischem Einschlag sind z. B. „Personal Data“ von 2013, einer „Sprechperformance zur Kommunikationsüberwachung“ sowie „If music be the food of love“, wo es um zur Folter in US-amerikanischen Geheimgefängnissen benutzte Musik geht.

### Adhan
Einige Aufmerksamkeit erregte Marcolls 2015 entstandenes aber in seiner ursprünglichen Form bisher nicht uraufgeführtes Stück „Adhan“ für Carillon und Zuspiel, in dem Marcoll den Gesang eines Muezzins mit den Glocken eines Carillons und dem Ton eines Shofars kombinierte. Die für Pfingsten 2015 geplanten Konzerte am Carillon im Berliner Tiergarten wurden ersatzlos abgesagt, nachdem sich der Carilloneur weigerte, das für diesen Anlass in Auftrag gegebene Stück zur Aufführung zu bringen. Marcoll sagte in Interviews, der Grund, weshalb er das Stück geschrieben habe, werde nun zum Grund aus dem es nicht aufgeführt würde. Zur ersten Aufführung kam „Adhan“ im Jahr 2016 in einer abgeänderten Innenraum-Version für die Kirche zum Heilsbronnen in Berlin-Schöneberg. Erst im Jahr 2022 ließ sich die Uraufführung in seiner intendierten Form in der Parochialkirche in Kooperation mit Anna Kasprzycka umsetzen.

### Amproprifications
Seit 2016 arbeitet Marcoll unter anderem an einer Reihe von Werken namens „Amproprifications“, einem Kofferwort aus Appropriation (Aneignung) und Amplification (Verstärkung), in der bestehende Werke anderer Komponisten durch Lautstärkeveränderungen in Echtzeit moduliert werden.
„Stücke anderer Komponistinnen oder Komponisten werden um Schichten aus reiner Verstärkung erweitert. Der Text der zugrundeliegenden Stücke bleibt dabei vollkommen unberührt. Keine einzige Note wird verändert, kein fremder Klang wird hinzugefügt, nichts wird ausgelassen. Die Amproprifications sind gewissermaßen stille Stücke – sie enthalten selbst keinen Klang. Sie sind Filter, Lesungen, Überformungen der zugrundeliegenden Werke. Die Verstärkungen reichen dabei von langsamen Reglerbewegungen über schnelles Zerhacken bis zu Bewegungen, die so schnell werden, dass effektiv neue Spektren entstehen, was technisch gesehen Amplitudenmodulation, eine Schwester der Ringmodulation ist.“
Die Amproprifications liegen neben den akustischen Versionen auch in Form von Visualisierungen vor. Marcoll transformiert die Verstärkungsebenen dazu in zweidimensionale Grafiken, die unter anderem in der Galerie „Lage Egal“ in Berlin ausgestellt wurden.

## Werke (Auswahl)

### Solo
- Amproprification #5: Goldrausch, Mark Lorenz Kysela, 2017, 40' (Sopransaxophon und Elektronik)
- Amproprification #2: Ombra, Franco Donatori, 2016, 13' (Kontrabassklarinette und Elektronik)
- Amproprification #4: Splitting 8.1, Michael Maierhof, 2016, 15' (Saxophon und Elektronik)
- Amproprification #1: Sequenza 9c, Luciano Berio, 2016, 14' (Bassklarinette und Elektronik)
- Adhan, 2015, 9' (Carillon und Zuspiel)
- Compound No.6: VOICE ALARM AIR MACHINE, 2012, 14' (Flöte und Elektronik)
- Compound No.5: CONSTRUCTION ADJUSTMENT, 2011, 14' (Schlagzeug und Elektronik)
- Compound No.1a: CAR SEX VOICE HONKER, 2009, 18' (Akkordeon und Zuspiel)
- Samstag Morgen – Berlin Neukölln. Studie. Und Selbstportrait. Mit Hirsch., 2007, 12' (Klavier und Zuspiele)

### Kammermusik
- Canone Monodico a 5 [Interlock 6] (Knicks für E.P.) for digitally controlled sawtooth wave generator, five performers, 2021, 10'

- Nach dieser Erde (Canone Monodico No.3, Interlock 5) for digitally controlled sawtooth wave generator, 5 or 6 performers, 2019, ca. 2'30"

- Canone Monodico a 4 [Interlock 4] for digitally controlled sawtooth wave generator, four performers2019, 10'30"

- A C H K, 2019, 50' (2 E-Gitarren, Elektronik)
- Fremdbestimmt, 2018, 12' (Präparierte Strohviola und Sprecherin)
- Canone Monodico a 2, 2018, 7' (digital kontrollierte Sägezahnwelle)
- Amproprification #7: Weiss / Weisslich 17c, Peter Ablinger, 2017, 2' (Kleine Trommel und Radio)
- Amproprification #3: Après un rêve, Gabriel Fauré, 2016, 4' (Solo, Klavier und Elektronik)
- Heart Score Fetish, 2015, 15' (Drei Performer, keyboardgesteuerte Verstärkung und Live-Video)
- If music be the food of love, 2014, 12' (Zwei Sopransaxophone und Elektronik)
- Compound No.3: MACHINE CONSTRUCTION AFTERMATH, 2011, 12' (Mikrotonales Blechbläsertrio und Elektronik)
- Compound No.2a: AIR PRESSRE TRAIN TV, 2011, 18' (Zwei Schlagzeuger und Elektronik)
- Compound No.1: CAR SEX VOICE HONKER, 2008, 18' (Zwei Akkordeons und Elektronik)

### Ensemble
- Baseline Shift [NUT | LAC 2] for Ensemble, 2022, 22'

- Do Electric Sheep Dance To Algorithmic Tunes? 54 Fakes for Big Band and Small Orchestra, 2022, 5'

- NUT | LAC for large orchestra, 2021, 20'

- Amproprification #6: Missa Papae Marcelli, Giovanni Pierluigi da Palestrina, 7 Voices and automated amplification, 2020, 40'

- Amproprification #8.2: Marcia funebre, Eroica, J.N.Hummel, L.v.Beethoven, Flute, Violin, Cello, Piano and automated amplification, 2020, 15'

- Amproprification #9: Schrift/Bild/Schrift, Bernhard Lang, 2019, 22' (Ensemble und Elektronik)
- Amproprification #8.1: Allegro con brio, Eroica, C.F.Ebers, L.v.Beethoven, 2018, 16' (Ensemble und Elektronik)
- Amproprification #6.1 & #6.2: Kyire & Gloria, Missa Papae Marcelli, Giovanni Pierluigi da Palestrina, 2016, 10' (Vokalensemble und Elektronik)
- Drill & Sander, 2015, 10' (Altposaune, Ensemble und Elektronik)
- Compound No.8: BREAK REMOVE DEMOLISH, 2014, 15' (Violine, Cello, Ensemble und Elektronik)
- Personal Data, 2013, 2' (mind. 10 Sprecher)
- Compound No.7: OPERATION ENOK, 2013, 10' (Ensemble und Elektronik)
- Compound No.4: FRICTION MACHINE ALARM SIGNAL CONSTRUCTION, 2010, 15' (Ensemble und Elektronik)
- Compound No.2: AIR PRESSURE TRAIN TV, 2009, 18' (Sechs Schlagzeuger und Elektronik)

### Fixed Media
- Our Daily Bread I: "Beautiful, Dirty, Rich" - Lady Gaga, Video, 2020, 02'53"

- Tsk Tsk, Video, 2020, 1'

- Decaying Values, 2014
- Notturno. Kanon mit Schalentieren, 2008, 2'
- Folgesätze, 2002, 21'

### Installationen u.a.
- Control Issues - Music for Motorfaders, Interactive Online Version, 2020, (Web-Applikation)

- DeadComposers.net, 2018 (Web-Applikation)
- Control Issues #1: Motorphaser, 2018 (Installation)
- FEED. (twelve self-portrait I do not want you to see), 2016 (Installation)
- Umverteilung, 2010, (Ortsspezifische Installation)

### Veröffentlichungen
- Mark Lorenz Kysela, Maximilian Marcoll - Goldrausch: Roruys Imifest 2020

- Drill & Sander auf LUX:NM: LUXUS, 2016 (Genuin)
- Compound No.4 auf stock11: 3,  2013 (aufabwegen)
- Samstag Morgen – Berlin Neukölln.  auf stock11: 2, 2009 (Naivsuper)
- dis.playce: HABITAT, 2009 (Creative Sources)
- dis.playce: Das Ende von Amerika, 2007 (Naivsuper)
- Marcoll/dis.playce: Split EP, 2006 (luvsound)
- dis.playce: R, 2005 (Naivsuper)